# Lijst van voetbalinterlands Albanië - Roemenië
Deze lijst van voetbalinterlands is een overzicht van alle officiële voetbalwedstrijden tussen de nationale teams van Albanië en Roemenië. De landen hebben tot op heden zeventien keer tegen elkaar gespeeld. De eerste ontmoeting was een vriendschappelijke wedstrijd in Tirana op 13 oktober 1946. Het laatste duel, een groepswedstrijd bij het Europees kampioenschap voetbal 2016, vond plaats op 19 juni 2016 in Lyon (Frankrijk).

## Wedstrijden
| №  | Plaats            | Datum             | Competitie           | Wedstrijd          | Uitslag |
| -- | ----------------- | ----------------- | -------------------- | ------------------ | ------- |
| 1  | Tirana            | 13 oktober 1946   | Vriendschappelijk    | Albanië − Roemenië | 1 − 0   |
| 2  | Tirana            | 25 mei 1947       | Vriendschappelijk    | Albanië − Roemenië | 0 − 4   |
| 3  | Boekarest         | 2 mei 1948        | Vriendschappelijk    | Roemenië − Albanië | 0 − 1   |
| 4  | Boekarest         | 23 oktober 1949   | Vriendschappelijk    | Roemenië − Albanië | 1 − 1   |
| 5  | Tirana            | 29 november 1949  | Vriendschappelijk    | Albanië − Roemenië | 1 − 4   |
| 6  | Boekarest         | 8 oktober 1950    | Vriendschappelijk    | Roemenië − Albanië | 6 − 0   |
| 7  | Boekarest         | 29 oktober 1972   | WK 1974 kwalificatie | Roemenië − Albanië | 2 − 0   |
| 8  | Tirana            | 6 mei 1973        | WK 1974 kwalificatie | Albanië − Roemenië | 1 − 4   |
| 9  | Boekarest         | 25 maart 1987     | EK 1988 kwalificatie | Roemenië − Albanië | 5 − 1   |
| 10 | Vlorë             | 28 oktober 1987   | EK 1988 kwalificatie | Albanië − Roemenië | 0 − 1   |
| 11 | Constanța         | 20 september 1988 | Vriendschappelijk    | Roemenië − Albanië | 3 − 0   |
| 12 | Tirana            | 6 september 2006  | EK 2008 kwalificatie | Albanië − Roemenië | 0 − 2   |
| 13 | Boekarest         | 21 november 2007  | EK 2008 kwalificatie | Roemenië − Albanië | 6 − 1   |
| 14 | Piatra Neamț      | 3 september 2010  | EK 2012 kwalificatie | Roemenië − Albanië | 1 − 1   |
| 15 | Tirana            | 11 oktober 2011   | EK 2012 kwalificatie | Albanië − Roemenië | 1 − 1   |
| 16 | Yverdon-les-Bains | 31 mei 2014       | Vriendschappelijk    | Albanië − Roemenië | 0 − 1   |
| 17 | Lyon              | 19 juni 2016      | EK 2016              | Roemenië − Albanië | 0 − 1   |

## Samenvatting
| Competitie        | Totaal gespeeld | Winst Albanië | Gelijk | Winst Roemenië | Doelsaldo Albanië – Roemenië |
| ----------------- | --------------- | ------------- | ------ | -------------- | ---------------------------- |
| WK-kwalificatie   | 2               | 0             | 0      | 2              | 1 − 6                        |
| EK-eindronde      | 1               | 1             | 0      | 0              | 1 − 0                        |
| EK-kwalificatie   | 6               | 0             | 2      | 4              | 4 − 16                       |
| Vriendschappelijk | 8               | 2             | 1      | 5              | 4 − 19                       |
| Totaal            | 17              | 3             | 3      | 11             | 10 − 41                      |

Wedstrijden bepaald door strafschoppen worden, in lijn met de FIFA, als een gelijkspel gerekend.

## Details

### 16de ontmoeting
| Vriendschappelijk (Yverdon-les-Bains, Zwitserland, 31 mei 2014): |              | |
| Albanië | 0 – 1        | Roemenië |
| | goals        | 82' Răzvan Raț |
| Giovanni De Biasi | bondscoach   | Victor Pițurcă |
| Etrit Berisha Andi Lila Debatik Curri Ansi Agolli 79' Ergis Kaçe 46' Ermir Lenjani Emiljano Vila 65' Lorik Cana Amir Abrashi Edmond Kapllani 46' Sokol Çikalleshi 46'                                                                     | opstellingen | Ciprian Tătărușanu Vlad Chiricheș Răzvan Raț Cristian Manea Dragoș Grigore 83' Alexandru Maxim 90' Mihai Pintilii 64' Alexandru Chipciu 64' Alexandru Bourceanu 46' Bănel Nicoliță 46' Ciprian Marica |
| Shkëlzen Gashi 46' Valdet Rama 46' Hamdi Salihi 46' Sabien Lilaj 65' Fidan Aliti 79' | wissels      | 46' Raul Rusescu 46' Cosmin Matei 64' Cristian Tănase 64' Costin Lazăr 83' Florin Tănase 90' Alexandru Mateiu                                                                                         |
| | gele kaarten | 2' Bănel Nicoliță |
| - Debuut van Fidan Aliti (FC Luzern) en Sokol Çikalleshi (FK Kukësi) voor Albanië. - Debuut van Cristian Manea (FC Viitorul), Cosmin Matei (Dinamo Boekarest), Florin Tănase (FC Viitorul) en Alexandru Mateiu (FC Brașov) voor Roemenië. |              | |

### 17de ontmoeting
| EK 2016 (Lyon, Frankrijk, 19 juni 2016): |       |                    |
| Roemenië                                 | 0 – 1 | Albanië            |
|                                          | goals | 43' Armando Sadiku |